# جارفيلد سوبرز
السير جارفيلد سانت أوبران سوبرز (بالإنجليزية: Garfield Sobers) حاصل على وسام أستراليا ووسام الجماعة الكاريبية (ولد في 28 من يوليو 1936م)، لاعب كريكت سابق، كان قائد فريق جزر الهند الغربية. ويُختصر اسمه الأول جارفيلد إلى جاري أو غاري. ويُعتبر بشكل عام واحدًا من أعظم متعددي الأدوار في الكريكت، بتفوقه في كل المهارات الأساسية في أدوار الضارب، والبولينغ، والفيلدينغ. وقد منحته الملكة إليزابيث الثانية لقب فارس في 1975م من أجل خدماته في رياضة الكريكت. أصبح مواطنًا يحمل جنسية باربادوس وأستراليا من خلال الزواج عام 1980م. وبقرار من البرلمان في 1998م، سُمي سوبرز كواحد من أبطال باربادوس القوميين العشر.